# Victony
Anthony Ebuka Victor, dit Victony, est un auteur-compositeur-interprète nigérian, né le 5 janvier 2001 dans l'État d'Imo,,.
Il a commencé comme rappeur, mais a ensuite changé et a commencé à sortir des disques R&B, trap et Afropop. Il est devenu rapidement une star de l'afro-pop nigériane,,.

## Biographie
Victor est monté sur scène pour la première fois lorsqu'il a échangé des vers de rap avec Ladipoe sur sa série de reprises du dimanche. Il a fait ses débuts avec une mixtape sur SoundCloud intitulée The Outlaw King, la raison pour laquelle il est toujours connu sous le nom de "The Outlaw King".
La mixtape a été suivie de reprises de disques à succès internationaux comme "Bodak Yellow" de Cardi B, "Moonlight" de XXXTentacion et "On the Low" de Burna Boy,,. Victory a commencé en tant que rappeur, mais a ensuite changé et a commencé à sortir des disques R&B, trap et Afropop,. 2021 a commencé avec son disque "Pray" gagnant du terrain, une chanson qui a été publiée après qu'il a eu un accident de voiture. Il a eu sa plus grande pause en octobre 2021 lorsqu'il s'est associé à Mayorkun sur la chanson "Holy Father". La chanson était numéro un sur Apple Music Nigeria et a atteint la troisième place des classements Billboard Top Triller Global en décembre 2021. Il a ensuite collaboré avec le producteur Rexxie, lauréat d'un Grammy Award, sur un EP appelé Nataraja,.

## Discographie

### Albums
- 2022 : Outlaw